# Sphaeriestes impressus
Sphaeriestes impressus es una especie de coleóptero (escarabajo) de la familia Salpingidae.

## Distribución geográfica
Habita en Europa.